# Stora Sörsjön, Bohuslän
Stora Sörsjön är en sjö i Kungälvs kommun i Bohuslän och ingår i Göta älv-Bäveåns kustområde. Stora Sörsjön ligger i Svartedalen Natura 2000-område. Sjön är 10,5 meter djup, har en yta på 0,02 kvadratkilometer och befinner sig 113 meter över havet.